# Услугата
„Услугата“ е български игрален филм от 2002 година на режисьора Весела Станкова.

## Актьорски състав
Не е налична информация за актьорския състав.